# Dick Tol
Dick Tol (Volendam, 21 agosto 1934 – Amsterdam, 13 dicembre 1973) è stato un calciatore olandese, di ruolo attaccante.

## Carriera
Fu capocannoniere dell'Eredivisie nel 1962.

## Palmarès

### Club

#### Competizioni nazionali
- Eerste Divisie: 2

Volendam: 1958-1959, 1966-1967